# Boujemaa Benkhrif
Boujemaa Benkhrif (ur. w 1947) – marokański piłkarz grający na pozycji obrońcy.

## Kariera klubowa
Boujemaa Benkhrif podczas kariery piłkarskiej występował w klubie KAC Kénitra.

## Kariera reprezentacyjna
W reprezentacji Maroka Boujemaa Benkhrif grał w latach sześćdziesiątych i siedemdziesiątych.
W 1968 i 1969 roku uczestniczył w zakończonych sukcesem eliminacjach Mistrzostw Świata 1970.
W 1970 roku uczestniczył w Mistrzostwach Świata 1970.
Na Mundialu w Meksyku Hazzaz podstawowym zawodnikiem i wystąpił w meczach Maroka z RFN i Peru.
W 1972 roku uczestniczył w Igrzyskach Olimpijskich w Monachium. Na Igrzyskach we wszystkich sześciu meczach Maroka, w tym przegranym 0-5 z Polską.
W 1972 i 1973 roku uczestniczył w eliminacjach Mistrzostw Świata 1974.